# Lajedo (Lajes das Flores)
Lajedo ist eine portugiesische Freguesia (Gemeinde) im Kreis (Município) Lajes das Flores auf der Azoren-Insel Flores. Der Ort ist der südwestlichste der Insel und über die Hauptstraße R 1-2 mit den Kreisstädten Lajes und Santa Cruz verbunden.

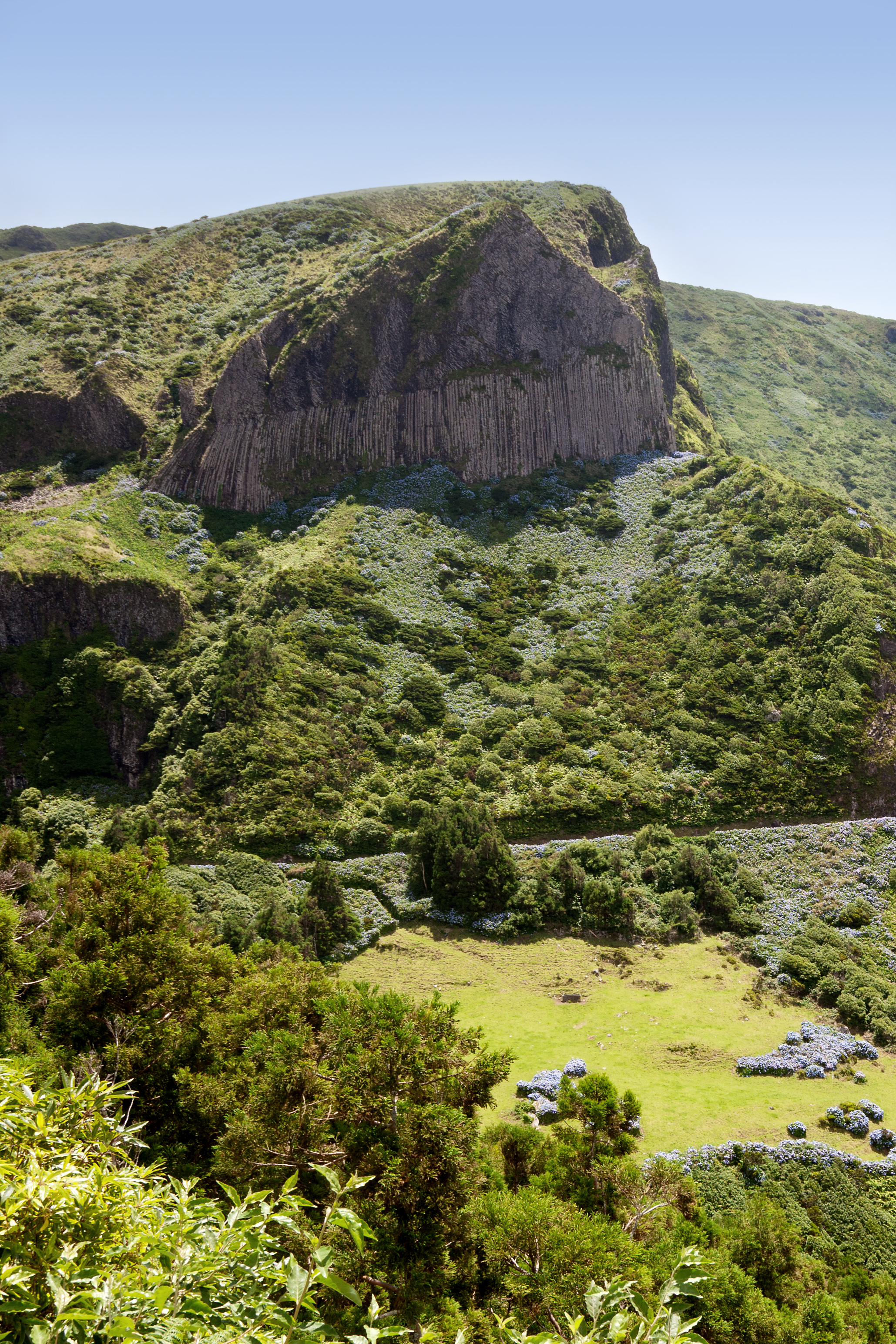
Rocha dos Bordões

Das Dorf Lajedo ist bekannt durch seine am Meer liegende heiße Quelle Áqua Quente. Oberhalb des Ortes gibt es die eindrucksvolle Basaltformation Rocha dos Bordões.
Am 10. Juni 1909 lief die Slavonia, ein Passagierdampfer der Cunard Line, auf dem Weg von New York nach Triest auf die Felsen vor Lajedo. Nach dem Absetzen des ersten SOS-Rufs der Weltgeschichte konnten alle 410 Passagiere von den herbeigeeilten deutschen Schiffen Batavia und Prinzess Irene aufgenommen werden. Die Slavonia war nicht mehr zu retten und sank später im Sturm.